# Karstoft å
Karstoft å är ett vattendrag på Jylland i Danmark.
Ån har sin källa väster om Give (Vejle kommun, Region Syddanmark). Den flyter sedan in i Region Mittjylland i det sydvästra hörnet av Ikast-Brande kommun och mynnar ut i Skjern å i södra delen av Herning kommun. 
Delar av vattendraget är skyddat sedan 1991. Vid vattendraget ligger Skarrildhus.